# Alindien
Dans la Marine nationale française, l'acronyme ALINDIEN désigne l'amiral commandant de la zone maritime de l'océan Indien (ZMOI) et les forces maritimes de l'océan Indien. Il est également commandant supérieur des forces françaises aux Émirats arabes unis (COMFOR FFEAU). Alindien et son état-major sont basés depuis 2010 à Abou Dabi.

## Zone de compétence

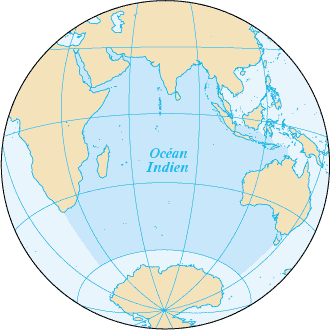

Alindien a compétence sur la zone maritime de l'océan Indien, qui s'étend de la mer Rouge et de l'Afrique, à l'ouest, aux Philippines et à l'Australie à l'est. Elle comprend ainsi les pays du Golfe, l'Afrique du Sud, l'Inde, l'Australie. En revanche la zone autour de La Réunion et les TAAF ne relèvent pas de sa responsabilité.

## Missions
En tant que commandant de zone maritime, Alindien relève directement du chef d'état-major des armées (CEMA) ; en tant que commandant de forces maritimes, Alindien relève de l'amiral commandant la force d'action navale (ALFAN) pour la gestion et l'entraînement des unités présentes en océan Indien (hors FAZSOI). 
Alindien assure normalement le contrôle opérationnel des unités et forces maritimes déployés dans sa zone de compétence, à moins qu'un autre commandant n'ait été désigné à cet effet pour une opération particulière.
Alindien assure également une forte activité de diplomatie de défense auprès de tous les pays de la zone, et cherche systématiquement à construire et développer avec eux une coopération militaire.
Il est chargé de :
- contribuer à la stabilisation et au maintien de la paix dans la zone ;
- contribuer à la sécurité des espaces maritimes ;
- conduire des opérations militaires;
- participer à la protection des ressortissants français ;
- promouvoir la politique de défense de la France et animer les relations militaires bilatérales avec les différents pays de la zone.

Pour mener l’ensemble de ses missions ALINDIEN dispose des moyens des FFEAU et peut également avoir recours aux moyens prépositionnés auprès des forces armées en zone Sud de l’Océan Indien mais aussi des forces françaises stationnées à Djibouti. Il peut également être amené à prendre le contrôle opérationnel des bâtiments français qui transitent dans sa zone de responsabilité.
Alindien a exercé son commandement de 1973 à 2010 depuis un pétrolier-ravitailleur (La Charente A-626, un pétrolier norvégien reconverti de 1973 au 27 février 1983 puis le Var jusqu'en 2010) sur lequel il était embarqué avec son état-major et qui portait sa marque. C'était le seul commandement maritime embarqué de façon permanente de la Marine nationale. Son point d'appui principal est, depuis 2009, la base navale de soutien de Port Zayed qui relève de sa responsabilité.

## Unités déployées
Permanentes
- Le Commando Arta (détachement d'une soixantaine de commandos basé à Djibouti).
- Le Groupe d'Intervention Renforcé (GIR) de Djibouti qui comprend une cinquantaine de fusiliers marins chargés de diverses taches de  sécurisation.

Périodiques
- 1 à 2 bâtiments de combat, généralement une frégate et un aviso, sont déployés en permanence dans l'océan Indien.

Déployés de Brest ou Toulon, ils effectuent des missions de trois à cinq mois dans la zone.
Occasionnelles

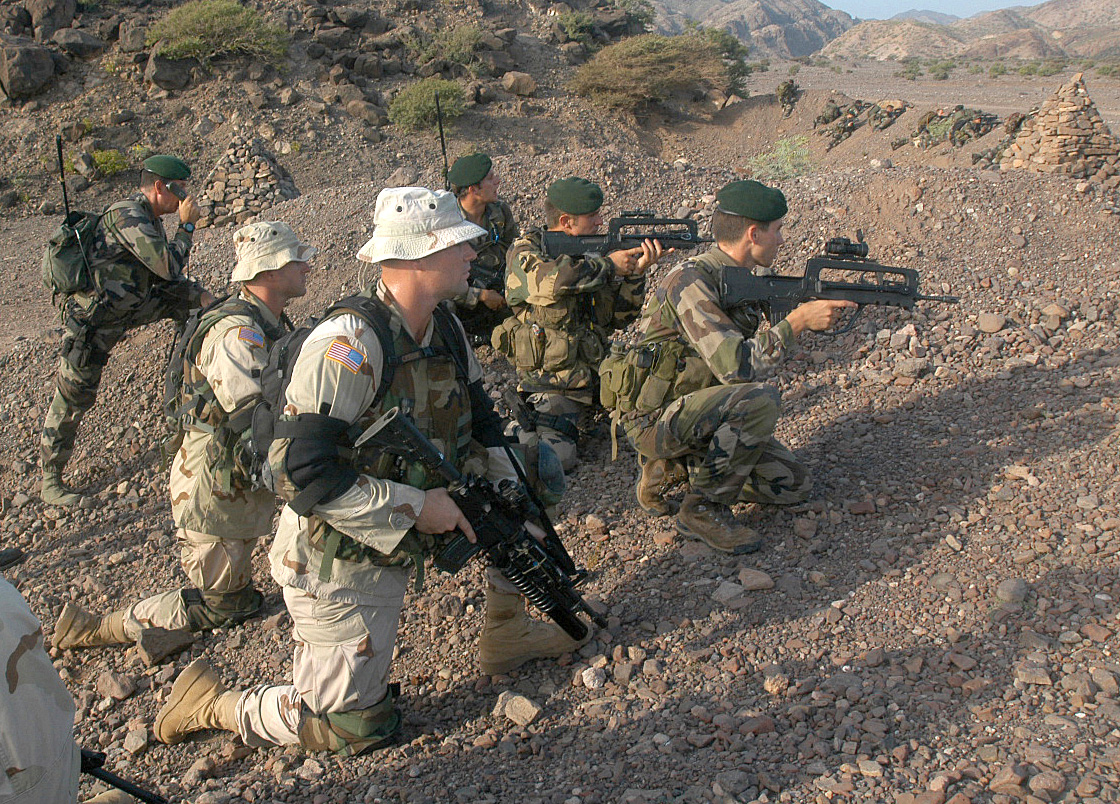
Le commando Arta s'entraine à Djibouti avec des troupes de l’armée des États-Unis.

Pour mener à bien l’ensemble de ses missions Alindien peut également disposer occasionnellement de moyens dépendant des FASZOI, notamment les frégates de surveillance Floréal et Nivôse basées à la Réunion, lorsque ceux-ci entrent dans sa zone de responsabilité.
Le groupe Jeanne d'Arc (un BPC et une frégate) effectue presque chaque année, un passage dans l'Océan Indien sous le commandement de l'amiral commandant de la zone maritime de l'océan Indien. Le groupe aéronaval a été déployé à cinq reprises en océan Indien entre 2001 et 2011 sous la conduite de Alindien. La Marine Nationale déploie tous les deux ans un groupe de guerre des mines dans le Golfe Persique.
En fonction des opérations en cours, sous-marins ou bâtiments océanographiques peuvent effectuer des missions périodiques. Un Atlantique 2 ou un aéronef de surveillance maritime de type Falcon 50 est déployé ponctuellement et est basé à Djibouti.

## Missions accomplies par les forces navales en océan indien
- Opération Prométhée[2] : Déploiement de bâtiments français dans le Golfe pour dissuader toute action de l'Iran ou de l'Irak sur le trafic pétrolier durant la guerre Iran-Irak. À plusieurs reprises, les chasseurs de mines français ont assuré la sécurité des rails de navigation commerciale des détroits.

- Opération Oside (07-16/12/1989) : Expulsion de Bob Denard et de ses mercenaires des Comores, Alindien assure le commandement de la force navale.

- Guerre du Golfe : La Marine a participé en 1990-91 à la guerre du Golfe après l'invasion du Koweït par l'Irak, puis a pris part aux opérations de contrôle de l'embargo et au déminage des eaux du Koweït. L'Union de l'Europe occidentale lui ayant attribué la direction de l'opération[3]?.

- Évacuation des ressortissants étrangers d'Aden en 1986 et 1994.

- Opérations ONUSOM I et II destinées à soulager la population somalienne menacée par la guerre civile en 1992.

- Opération Condor de juin 1996 à décembre 1998 : Surveillance des iles Hanish dans le cadre de la médiation entre le Yémen et l'Érythrée, qui a été confiée à la France par l'ONU.

- Mission d’assistance à caractère opérationnel Khor Angar : De décembre 1998 à mars 2001, moyens terrestre, aériens et navals mis en œuvre pour assurer la protection des atterrages de Djibouti en raison de la guerre entre l'Érythrée et l'Éthiopie.

- Opération Héraclès : De 2001 à 2012, la France est engagée au côté des États-Unis dans la lutte contre le terrorisme dans la guerre d'Afghanistan.

- Opération d'assistance humanitaire Beryx : En janvier 2005, pour venir en aide aux populations affectées par le tsunami du 26 décembre 2004.

- Opération Chammal : Depuis le 20 septembre 2014, la France est engagée au sein de la coalition contre l'État islamique lors de la guerre d'Irak[4].

## Amiraux ayant commandé la zone maritime de l’océan Indien (ALINDIEN)
| No. d'ordre | Grade, prénom & nom                         | Prise de commandement | Fin de commandement |
| ----------- | ------------------------------------------- | --------------------- | ------------------- |
| 1.          | Contre-amiral Jean-Jacques Schweitzer       | 1er septembre 1973    | 15 novembre 1975    |
| 2.          | Contre-amiral André Maler                   | 15 novembre 1975      | 11 juillet 1977     |
| 3.          | Vice-amiral Henri Darrieus                  | 11 juillet 1977       | 19 novembre 1978    |
| 4.          | Vice-amiral Jean-Paul Orosco                | 19 novembre 1978      | 17 avril 1980       |
| 5.          | Contre-amiral Philippe Lejeune              | 17 avril 1980         | 4 octobre 1981      |
| 6.          | Contre-amiral Claude Corbier                | 4 octobre 1981        | 15 mars 1983        |
| 7.          | Contre-amiral Jean-Charles Lefebvre         | 15 mars 1983          | 1er septembre 1984  |
| 8.          | Vice-amiral Gilbert Le Meledo               | 1er septembre 1984    | 17 mai 1986         |
| 9.          | Vice-amiral Jacques Lanxade                 | 17 mai 1986           | 6 janvier 1988      |
| 10.         | Contre-amiral Guy Labouérie                 | 6 janvier 1988        | 1er août 1989       |
| 11.         | Contre-amiral Pierre Bonnot                 | 1er août 1989         | 9 août 1991         |
| 12.         | Contre-amiral Gérard Gazzano                | 9 août 1991           | 16 septembre 1992   |
| 13.         | Contre-amiral Hubert Foillard               | 16 septembre 1992     | 6 avril 1994        |
| 14.         | Contre-amiral Jean-Luc Delaunay             | 6 avril 1994          | 3 septembre 1995    |
| 15.         | Contre-amiral Alain Béreau                  | 3 septembre 1995      | 21 février 1997     |
| 16.         | Contre-amiral Stéphane Legrix de La Salle   | 21 février 1997       | 19 février 1998     |
| 17.         | Contre-amiral Jean-Louis Battet             | 19 février 1998       | 4 août 1999         |
| 18.         | Contre-amiral Patrice du Puy-Montbrun       | 4 août 1999           | 9 août 2000         |
| 19.         | Contre-amiral Hervé Giraud                  | 9 août 2000           | 11 avril 2001       |
| 20.         | Contre-amiral Hubert Pinon                  | 11 avril 2001         | 18 juillet 2001     |
| 21.         | Contre-amiral Laurent Mérer                 | 18 juillet 2001       | 17 octobre 2002     |
| 22.         | Contre-amiral Richard Wilmot-Roussel        | 17 octobre 2002       | 1er mars 2004       |
| 23.         | Vice-amiral Xavier Rolin                    | 1er mars 2004         | 15 septembre 2005   |
| 24.         | Contre-amiral Hubert de Gaullier des Bordes | 15 septembre 2005     | 31 décembre 2006    |
| 25.         | Contre-amiral Jacques Launay                | 31 décembre 2006      | 4 février 2008      |
| 26.         | Vice-amiral Gerard Valin                    | 4 février 2008        | 4 août 2009         |
| 27.         | Contre-amiral Bruno Nielly                  | 4 août 2009           | 20 décembre 2010    |
| 28.         | Vice-amiral Marin Gillier                   | 20 décembre 2010      | 1er août 2013       |
| 29.         | Contre-amiral Antoine Beaussant             | 1er août 2013         | 8 septembre 2016    |
| 30.         | Contre-amiral Didier Piaton                 | 8 septembre 2016      | 30 août 2018        |
| 31.         | Contre-amiral Didier Maleterre              | 30 août 2018          | 31 août 2020        |
| 32.         | Contre-amiral Jacques Fayard                | 1er septembre 2020    | 25 août 2022        |
| 33.         | Contre-amiral Emmanuel Slaars               | 26 août 2022          | 23 août 2024        |
| 34.         | Contre-amiral Hugues Lainé                  | 23 août 2024          | En cours            |